# Ružica Sokić
Ružica Sokić znana też jako Ruža Soda (ur. 14 grudnia 1934 w Belgradzie, zm. 19 grudnia 2013 tamże) – jugosłowiańska i serbska aktorka teatralna, filmowa i telewizyjna.

## Życiorys
Była córką kupca Petra Sokicia i Vukosavy. Już jako dziecko zadebiutowała na scenie w dziecięcym zespole teatralnym, który występował w Radiu Belgrad. W 1958 ukończyła studia aktorskie w Akademii Teatralnej w Belgradzie. Początkowo pracowała w Teatrze Współczesnym w Belgradzie, skąd w 1961 przeniosła się do zespołu Atelje 212. Występowała także na scenie Teatru Narodowego, Teatru Gardoš i Teatru KULT.
W filmie zadebiutowała w 1957. Miała na swoim koncie ponad 40 ról filmowych. W latach 1973–1974 została dwukrotnie wyróżniona Srebrną Areną na Festiwalu Filmowym w Puli – za tytułową rolę w filmie Zuta oraz za najlepszą rolę drugoplanową – Miry w filmie Operacja użycka. W 2007 została wyróżniona nagrodą Żanki Stokić dla najlepszej aktorki serbskiej.
W 2010 wydała autobiograficzną książkę Страст за летењем (Pasja latania).
Była mężatką (mąż Miroslav Lazić). Pod koniec życia cierpiała na chorobę Alzheimera. Zmarła w klinice neurochirurgii w Belgradzie.

## Role filmowe (wybór)
- 1957: Sobotni wieczór
- 1963: Zemlijaci jako Cvijeta
- 1965: Gorki deo reke jako Jelena
- 1965: Devojka sa tri oca jako Ana
- 1967: Kiedy będę martwy i biały jako piosenkarka Duška
- 1967: Sprawa miłosna albo tragedia telefonistki jako Ruža
- 1969: Sedmina – Pozdravi Marijo jako Ana
- 1969: Radjanje radnog naroda jako Molerka (serial telewizyjny)
- 1971: Ceo zivot za godinu dana jako Żivka Simić
- 1972: Śladem czarnowłosej dziewczyny jako Kaca
- 1973: Zuta jako Zuta
- 1974: Operacja użycka jako Mira
- 1975: Hitler z naszej ulicy jako Anika
- 1976: Stróż plaży w sezonie zimowym jako Udovica
- 1992: Tango argentino jako Rodjaka
- 1995: Tamna je noc jako Ružica
- 2001: Normalni ludzie
- 2002: Zona Zamfirova jako Taska
- 2005: Zvezde ljubavi  jako aktorka
- 2011: Nepobedivo srce jako Mara